# Ernst Ganzer
Ernst Ganzer (* 29. Dezember 1903 in Hamburg; † 26. November 1967 ebenda) war ein deutscher Modellbahnkonstrukteur und freier Technik-Journalist, der sich intensiv mit der technischen Entwicklung der Modelleisenbahn beschäftigte, zahlreiche Aufsätze und Handbücher verfasste und schließlich durch die ERGA-Modellbaubögen bekannt wurde.

## Leben und Wirken
Ernst Ganzer kam im Jahr 1927 nach Berlin und lebte zunächst im Bayerischen Viertel. Er beschäftigte sich frühzeitig mit der Entwicklung von Modellbaubögen aus Papier und Karton und mit der technischen Weiterentwicklung der damaligen Tinplate-Bahnen. Er war in Modellbau- und Modelleisenbahn-Vereinen aktiv und organisierte Modelleisenbahn-Ausstellungen unter anderem im Berliner Kaufhaus Wertheim und im damaligen Haus der Technik (das heutige Kunsthaus Tacheles). In vielen Aufsätzen beschrieb er die vorbildgerechte Gestaltung von Modelleisenbahn-Fahrzeugen und -Anlagen.
Ab 1937 arbeitete er eng mit der Nürnberger Firma TRIX zusammen und schrieb das erfolgreiche 1:90 – Handbuch des TRIX-Eisenbahnbetriebs, das bis 1969 in 21 Auflagen erschien. Dort warb er besonders für den realitätsnahen Eisenbahnbetrieb. Auch für die Kundenzeitschrift TRIX Express Dienst war er verantwortlich, in der die Neuheiten ausführlich vorgestellt wurden.
1944 wurde seine Wohnung bei einem Bombenangriff zerstört, dabei gingen viele seiner Unterlagen verloren. Die nächsten sechs Jahre wohnte er in Berlin-Friedenau. In den Kriegs- und Nachkriegsjahren verfolgte er angesichts der Materialknappheit das Ziel, Modellbaubögen aus Papier und Karton für vorbildgerechte Modelleisenbahnfahrzeuge zu entwickeln. 1947 gründete er die Firma ERGA Lehrmodelle Ganzer & Gaul zur Produktion dieser Modellbaubögen, die in Modellbahnzeitschriften (unter anderem in den Böttcher-Heften)  und über den Laden und den Versandhandel von Luise Herr angeboten wurden.
Im September 1950 zog er mit seiner Familie nach Hamburg, wo er 1967 verstarb.

## Werke
- Wie klebe ich Modellierbogen? Mainz: Jos. Scholz 1933